# Chris Gauthier
Pour les articles homonymes, voir Gauthier.
Chris Gauthier, né le 27 janvier 1976 à Luton (Bedfordshire, Royaume-Uni) et mort le 23 février 2024, est un acteur britannique naturalisé canadien, ayant joué dans des films d’horreur et dans de nombreuses séries télévisées.

## Biographie
Chris Gauthier, acteur britannique, naît le 27 janvier 1976 à Luton dans le Bedfordshire, en Angleterre. Il a vécu un moment en Colombie britannique, à Vancouver. Il obtient la nationalité canadienne. Il commence sa carrière en 2002 par un petit rôle dans la comédie romantique 40 Days and 40 Nights, avec Josh Hartnett. Il apparaît aussi dans les films d'horreur Freddy contre Jason, Riding the Bullet ou dans la comédie d’espionnage Agent Cody Banks. 
Il participe à des séries américaines telles que Once Upon a Time (saison), dans laquelle il interprète Smee, ou encore Supernatural. En 2004, dans l’univers de Superman (jeune), il incarne « le méchant » Toyman, un des antagonistes du super-héros kryptonien pour la série télévisée Smallville portée par Tom Welling et Kristin Kreuk. Il s’agit d’un rôle secondaire, mais récurrent. Il a ensuite joué un rôle de soutien dans la série de chaînes de science-fiction Eureka en 2006.
Qualifié d’acteur de caractère, Chris Gauthier est aussi crédité dans les séries Harper's Island, Sanctuary, Les Désastreuses Aventures des orphelins Baudelaire, Legends of Tomorrow, Charmed, Joe Pickett et Watchmen.
Chris Gauthier a deux fils, et son amie, Corrine Wright, a déclaré sa mort après une maladie soudaine, le 23 février 2024 à l’âge de 48 ans. 

## Filmographie

### Cinéma
- 2001 : 40 jours et 40 nuits : Mikey
- 2002 : Cody Banks, agent secret : Agent Int. CIA Surveillance Van Damme
- 2002 : Freddy contre Jason : Shack
- 2002 : Insomnia : un officier
- 2003 : Riding the Bullet : Hector Passmore
- 2004 : Scooby-Doo 2 : Les monstres se déchaînent : Les fans tatoués
- 2004 : Ill Fated : Clayton
- 2005 : Edison : l'équipe
- 2006 : Little Man : le pote du grand fan
- 2007 : Le Gang des champions 3 : Oncle Pork Chop
- 2007 : Stargate : L'Arche de vérité : Hertis
- 2007 : Watchmen : Les Gardiens : Seymour
- 2008 : Les Copains dans l'espace : Bubba
- 2010 : Beyond the Black Rainbow : Fat Hesher

### Télévision

#### Téléfilm
- 2012 : Le Pacte de Noël (Hitched for the Holidays) : Stevie
- 2020 : Noël chez les Mitchell ! (The Christmas House) de Michael Grossman : Jim le Merveilleux

#### Série télévisée
- 2003-2011 à la télévision : Smallville : Toyman
- 2004 : La Prophétie du sorcier: Vetch
- 2005 : Stargate Atlantis : Mattas (crédité en tant que Christopher Gauthier)
- 2006-2012 : Eureka : Vincent
- 2006-2008 : Supernatural : Ronald Reznick
- 2009 : Harper's Island : Malcolm Ross
- 2009-2010 : Sanctuary : Walter
- 2011-2013 : Health Nutz : Doc Jay Dang
- 2012 : Continuum : Mr Vincent
- 2012-2014 : Once Upon a Time : William Mouche
- 2017-2019 : Les Désastreuses Aventures des orphelins Baudelaire : Phil

### Jeu vidéo
- 2006 : Need for Speed: Carbon : Neville.